# Kali Mons
Il Kali Mons è una struttura geologica della superficie di Venere.